# جورج ويلارد
جورج ويلارد (بالإنجليزية: George Willard) هو سياسي أمريكي، ولد في 20 مارس 1824 في الولايات المتحدة، وتوفي في 26 مارس 1901 في نفس البلد. حزبياً، نشط في الحزب الجمهوري. وقد انتخب عضو مجلس نواب ميشيغان ‏ وانتخب عضو مجلس النواب الأمريكي.